# ア・ミリオン・ライト・イヤーズ・アウェイ
「ア・ミリオン・ライト・イヤーズ・アウェイ」（A Million Light Years Away ）は、ストラトヴァリウスのシングル。コンピレーションアルバム『インフィニット』からのシングルカットだが、こちらはエディットヴァージョンとなっている。日本版及びヨーロッパ版はエンハンストCD仕様となっており、PCで"A MILLION LIGHT YEARS AWY"のミュージッククリップを見ることが出来る。ヨーロッパではアナログレコードEPも販売された。

## 収録曲
1. "A Million Light Years Away"
2. "CELESTIAL DREAM"
3. "PHOENIX (Live)"
4. "INFINITY (live)"